# Solidarité et participation
Solidarité et participation (SeP) est un ancien mouvement créé le 26 mars 1983 à Nivelles, puis parti politique (1985) belge francophone et germanophone issu du Mouvement ouvrier chrétien. Il n'a obtenu qu'un siège au Conseil de la Communauté germanophone en 1986, après avoir subi un échec électoral aux élections législatives et provinciales de 1985. 
La transformation en 1985 en parti politique du mouvement SeP, fondé en 1982, fut concomitante avec l'éclatement communautaire du Mouvement ouvrier chrétien, par la scission de son aile flamande l'Algemeen Christelijke Werkersbeweging (ACW).
Après l'échec électoral de 1985, l'hebdomadaire syndical Combat écrit que « Parti de militants, SeP s'est trouvé dans la même situation que nombre de dissidences socialistes de gauche, vouées à l'échec électoral ».
Aux élections communales d'octobre 1988, SeP s'allia au Parti communiste de Belgique et au Parti ouvrier socialiste au sein du cartel Ensemble vers l'alternative (EVA, en néerlandais Eenheid voor een alternatief) dans huit communes bruxelloises (Bruxelles, Anderlecht, Etterbeek, Forest, Ixelles, Molenbeek-Saint-Jean, Saint-Gilles et Watermael-Boitsfort), et à Ecolo et Agalev dans une neuvième, Uccle, cette fois sous l'étiquette « V.E.R.T.S. » contre la liste « Verts » des Verts pour une gauche alternative. 
Son président était Vincent Lurquin, avocat et ancien président (1982-1983) de l'Assemblée générale des étudiants de l'Université catholique de Louvain, qui a par la suite rejoint le parti Ecolo, dont il est devenu échevin à Berchem-Sainte-Agathe en 2000-2006. 
La seule personnalité non issue du MOC à avoir rejoint SeP était l'avocat Jacques Bourgaux, secrétaire général de l'Association belge des juristes démocrates, une personnalité issue du monde laïc qui a par la suite rejoint le Parti socialiste. Il est actuellement (début 2009) vice-président de Solidarité socialiste, conseiller communal à Rhode-Saint-Genèse et président de l'association Rhode laïque.
Marcel Cheron, député Ecolo au Parlement wallon, est un ancien militant de SeP.

## Résultats électoraux
source: site officiel des résultats électoraux belges
- 13 octobre 1985 (élection à la Chambre des députés): 31.983 voix (0,53 %); de 0,73 % en province du Brabant (2,21 % dans le canton de Wavre, qui inclut la ville universitaire de Louvain-la-Neuve) à 1,84 % en province du Luxembourg
- 13 octobre 1985 (élection au Sénat): 33.554 voix (0,56 %); de 0,76 % en province du Brabant (2,4 % dans le canton de Wavre) à 1,87 % en province du Luxembourg
- 13 octobre 1985 (élections provinciales): 10.447 voix (0,82 %) en province du Brabant (2,49 % dans le canton de Wavre), 9.168 voix (1,68 %) en province de Hainaut, 11.280 voix (1,95 %) en province de Liège, 2.461 voix (1,71 %) en province du Luxembourg, 3.939 (1,35 %) en province de Namur
- 26 octobre 1986 (élection du Conseil de la Communauté germanophone[7]): 4,11 % - 1 siège (mandature 1986-1990)
- 15 juin 1989 (élection du Parlement européen): SEP participe à la liste du Parti socialiste